# Самопознание Дзено
«Самопозна́ние Дзе́но» (итал. La coscienza di Zeno) — роман Итало Звево, опубликованный в Болонье в 1923 г.
В предуведомлении к роману так называемый психоаналитик доктор С. утверждает, что «из мести» хочет опубликовать автобиографические записки одного своего пациента, Дзено Козини, бросившего лечение. Заметки бывшего пациента и составляют содержание этой книги.
Роман является анализом психологии Дзено, человека, который чувствует себя «больным», «никчёмным» и постоянно хочет вылечить свой недуг, но его попытки сделать это зачастую либо абсурдны, либо приводят к обратному результату.

## Сюжет
Роман представляет собой исповедь Дзено Козини. Повествование ведётся от первого лица, но не в хронологическом порядке, а фокусируясь на отдельных моментах из жизни. Порядок, в котором следуют эти события, основан на принципе аналогии между вспоминаемыми эпизодами.

## Краткое содержание
Главный герой произведения, Дзено Козини, происходит из богатой семьи, живёт в праздности и находится в конфликтных отношениях со своим отцом, что отразится на всей его жизни. В любви, в отношениях с семьёй и друзьями, в работе он постоянно испытывает чувства недостаточности и «неумелости», которые воспринимает как симптомы какой-то болезни. В действительности, но только позднее, он поймёт, что болен не он, а общество, в котором он живёт.

### Предуведомление
Одна из важнейших глав, так как представляет собой хорошо смонтированный литературный вымысел. Это несколько строк в самом начале книги за подписью доктора С., психоаналитика, занимавшегося лечением Дзено. Из-за того что Дзено «предательски» бросил лечение в самом разгаре, когда уже могли бы появиться результаты, доктор, гордящийся своим профессионализмом, решает из мести пациенту опубликовать его записки, которые сам советовал тому вести в качестве неотъемлемой части хорошего лечения. Эти записки, в которых Дзено смешал правду и вымысел, и являются главами книги.
Этот литературный вымысел также является полемикой против психоанализа — формы лечения, ставшей необычайно популярной в те годы, особенно в Австро-Венгерской империи, в состав которой входил Триест. Инициал «С.» можно истолковать либо как первую букву имени отца психоанализа Зигмунда Фрейда (нем. Sigmund Freud), также австрийского подданного, либо как первую букву фамилии самого автора (итал. Svevo или нем. Schmitz). Также долгое время считалось, что доктором С., возможно, является триестский аналитик и последователь Фрейда Эдоардо Вайс. Исследователь Джованни Пальмиери предположил, что здесь имеется в виду женевский психолог Шарль Бодуэн.

### Курение
Главный герой говорит о своей болезни, начавшейся из-за курения, рассказывая факты, случавшиеся на протяжении всей его жизни.
Помимо неприспособленности к жизни, большой проблемой для него является привычка курить, от которой ему никак не удаётся избавиться. Главный герой действительно помнит, как пристрастился к курению ещё в отрочестве из-за конфликтных отношений со своим отцом. Сначала он воровал у отца деньги, чтобы купить сигареты, а потом, когда это открылось, стал подбирать наполовину выкуренные сигары, разбросанные по дому. Хотя он неоднократно намеревался бросить курить, ему это не удалось, и поэтому он чувствует себя разочарованным. Попытки учащаются, но проблема не решается.
Каждый раз, как Дзено пытается бросить, он решает выкурить «последнюю сигарету» (П. С.) и записать эту дату. После многократных неудач Дзено признаёт, что выкуривание «последних сигарет» доставляет ему огромное удовольствие, при этом каждая из них имеет новый вкус, который ей придаёт сознание того, что после неё курить он больше не сможет. Кроме того, Дзено называет привычку курить причиной его постоянных переходов с химического на юридический факультет и обратно.
Курение — первая тема, затронутая главным героем, и на неё его навёл доктор, когда «посоветовал … начать с исторического анализа … страсти к курению»: так мы узнаём, что Дзено — страстный курильщик на протяжении всей жизни, начавший курить с сигары, оставленной его отцом в доме. Тем не менее, Дзено сам быстро замечает, что как только привычка появляется, он напрасно пытается избавиться от неё: надпись П. С. — последняя сигарета — появляется каждый раз, когда наступает хорошая погода, конец года или красивое сочетание цифр в дате.
Дзено обращается к состоятельным врачам, исписывает книги и даже стены сокращениями П. С., но не может бросить курить: попытки длятся многие годы и никогда не увенчаются успехом, даже когда он ляжет в специализированную клинику, где раскается, что начал лечение, споит медсестру и сбежит, ошибочно полагая, что жена изменяет ему со служащим в клинике доктором Мули.
Постоянное откладывание события характерно для невротика, которому в данном случае может нравиться выкуривать последнюю сигарету.

### Смерть отца
Дзено вспоминает конфликтные отношения со своим отцом, особенное внимание уделяя последним дням его жизни.
Это были отношения, затруднённые непониманием и молчанием. Отец не имел никакого уважения к сыну и даже по завещанию оставил семейное торговое предприятие внешнему управляющему Оливи. Сын, в свою очередь, имея более высокий уровень культуры и образования, не уважал отца и избегал его попыток серьёзно с ним поговорить.
Последнее затруднение наиболее важно, особенно в момент смерти: когда сын подходит к изголовью отца, тот (уже без сознания) ударяет его рукой. Дзено никак не может понять значение этого жеста: была ли это пощёчина с целью наказать его или лишь бессознательная реакция больного отца? Этот вопрос рождает сомнение, сопровождающее главного героя до конца его дней. В конце Дзено предпочитает вспоминать отца таким, каким знал его всегда: «я стал слабым, а он — сильным».

### История моей женитьбы
Дзено рассказывает о событиях, которые привели его к браку.
Главный герой, находясь в безнадёжных поисках жены, знакомится с четырьмя сёстрами, дочерьми Джованни Мальфенти, с которым Дзено имеет тесные отношения на работе и к которому испытывает уважение, до такой степени глубокое, что будет видеть в нём отцовскую фигуру после смерти своего отца. В доме Мальфенти его принимает одна из четырёх девушек, Аугуста, которая, не будучи красавицей, относится к нему с уважением, но главный герой быстро «исключает» её из потенциальных невест. Немного позже он исключает и Анну, поскольку это всего лишь девочка восьми лет. Наиболее привлекательна среди сестёр старшая, Ада, за которой и начинает ухаживать Дзено. Однако его чувства не находят взаимности, так как она считает его слишком непохожим на неё и неспособным измениться; к тому же она уже помолвлена с Гуидо, глубоким человеком, которого она любит.
После отказа Дзено понимает, что не хочет оставаться один и что ему нужна женщина. По этой причине тем же вечером он делает предложение сначала Альберте, которая его отвергает, а затем Аугусте, наименее привлекательной среди сестёр, но готовой посвятить ему свою жизнь, которая окажется впоследствии идеальной женой.
Тот факт, что к этой жене Дзено сохраняет искренние и тёплые чувства, так как, в общем, она гарантирует удобную и обеспеченную семейную жизнь, тем не менее, не мешает ему завести любовницу Карлу. Аугуста предстаёт в романе мягкой и нежной женской фигурой, которая целиком отдаётся своему мужу. В ней Дзено находит материнскую фигуру, которую он искал, и обеспеченный комфорт, которого ему не хватало в детстве; для него она представляет «олицетворённое здоровье».

### Жена и любовница
Конфликтные отношения Дзено Козини с женщинами (его заболевание диагностировано психологом как Эдипов комплекс) подтверждаются также поиском любовницы. Дзено упоминает об этом опыте как о средстве избежания «скуки супружеской жизни».
Жизнь же с Карлой Джерко была «незначительным приключением». Она лишь «бедная девушка», «красотка», которая вначале возбуждает в нём инстинкт самосохранения. Сначала Дзено и Карлу связывают отношения, основанные на простом физическом желании, но впоследствии их заменяет настоящая и подлинная страсть. При этом Карла претерпевает изменения: неуверенная вначале, она становится энергичной и полной достоинства женщиной, которая в итоге бросает своего любовника, предпочтя ему учителя пения, с которым Дзено сам её познакомил.
Дзено никогда не перестанет любить жену Аугусту (которая проявляет по отношению к нему материнскую заботу и вселяет в него доверие). К окончанию связи с Карлой к ней, наоборот, у него созревает двойственное чувство, близкое к ненависти.

### История одного торгового товарищества
Не имея возможности провести собственную свадьбу, Гуидо просит Дзено помочь ему привести в порядок его предприятие. Дзено говорит себе, что согласился по «доброте», но в действительности он сделал это с тёмной целью расквитаться с успешным соперником в любовных делах, который женился на Аде.
Гуидо в записках Дзено также предстаёт как бездарь и начинает по неопытности растрачивать своё имущество и изменять жене с молодой секретаршей Кармен, несмотря на то что Ада просит Дзено присмотреть за мужем. После энных убытков (из-за игры на бирже) тот имитирует попытку самоубийства, чтобы убедить жену субсидировать его предприятие. Позднее он ещё раз попытается сделать это, но (по иронии судьбы) попытка окажется удачной.
Дзено, обещавшему (насколько возможно) спасти их имущество, не удаётся вовремя прийти на его похороны, так как он последовал не за той траурной процессией. Подурневшая к тому времени Ада, уже не привлекающая своей внешностью из-за Базедовой болезни, обвиняет его в том, что таким образом он выражает свою зависть и неприязнь к её мужу. Так пресловутый любовный треугольник разбивается из-за трёх непоправимых неудач и самообмана персонажей, неспособных отличить вымысел от реальности.

### Психоанализ
В предыдущей главе заканчивается рассказ, приписываемый врачом перу Дзено. Впрочем, последний забирает записки, взбунтовавшись против лечения, которое он считает неэффективным.
Дзено ведёт дневник, который впоследствии отправит доктору, чтобы сообщить свою точку зрения. Дневник Дзено состоит из трёх частей, подписанных тремя отдельными датами военных 1915-го и 1916-го годов. В заключительном размышлении Дзено считает себя полностью излечившимся, потому что он понял, что «современная жизнь подточена в самых своих корнях» и что отдавать себе в этом отчёт значит быть здоровым, а не больным.

## Анализ
Роман заключает трилогию на тему неприспособленности, которая открывается в «Жизни» и продолжается в «Старости», но в отличие от своих предшественников Нитти и Брентани, главному герою Козини удаётся превозмочь болезнь и комплекс неполноценности.
«Болезнь» Дзено мешает ему самоидентифицироваться в реальном мире. Тем не менее, он узнаёт о своих недостатках; поэтому стремится обогатить собственный опыт. Другие, наоборот, убеждённые в своём совершенстве, остаются неисправимо кристаллизованными и отвергают любое возможное улучшение. Процесс выздоровления главного героя начинается в основном после осознания противоречий собственной личности и завершается принятием собственных ограничений.
Особенно интересно решение, которое Дзено принимает по отношению к себе в отличие от других персонажей (трёх сестёр, отца, Гуидо Шпейера, Энрико Коплера и др.): он знает, что болен, и считает других «здоровыми», но так как другие считают себя «нормальными», они склонны оставаться такими какие есть, тогда как обеспокоенный Дзено считает себя неприспособленным и поэтому предрасположен к изменениям и экспериментам с «новыми формами существования». На основе этого убеждения он переворачивает вывод о здоровье и болезни: неприспособленность воспринимается как изначальное условие, необходимое для любого вида развития; а значит, здоровье превращается в недостаток из-за сопутствующего ему нежелания изменяться.